# Always (chanson de Mika Nakashima)
Pour les articles homonymes, voir Always.
Singles de Mika Nakashima
Nagareboshi
(2009) Ichiban Kirei na Watashi wo
(2010)
Always est le 31e single de Mika Nakashima sorti sous le label Sony Music Associated Records le 20 janvier 2010 au Japon. Il atteint la 3e place du classement de l'Oricon. Il se vend à 21 175 exemplaires la première semaine ; et il reste 11 semaines dans le classement pour un total de 44 389 exemplaires vendus. Il y a eu plus de 1 000 000 de téléchargements légaux de la chanson Always. Dans la version limitée se trouve un calendrier 2010 de Mika Nakashima.
Always a été utilisé comme thème musical du film Sayonara Itsuka. BABY BABY BABY a été utilisé dans une campagne publicitaire pour Ghana et SPIRAL a été utilisé dans une campagne publicitaire pour Kanebo Kate. Les 3 chansons se trouvent sur l'album STAR.

## Liste des titres
| 1. | Always                        | Rui Momota                     | Rui Momota    | 5:13 |
| 2. | BABY BABY BABY                | Mika Nakashima                 | Ryosuke Sakai | 5:42 |
| 3. | SPIRAL                        | Mika Nakashima, Ayumi Miyazaki | Red-T         | 4:40 |
| 4. | Always (Instrumental)         | Rui Momota                     | Rui Momota    | 5:13 |
| 5. | BABY BABY BABY (Instrumental) | Mika Nakashima                 | Ryosuke Sakai | 5:42 |
| 6. | SPIRAL (Instrumental)         | Mika Nakashima, Ayumi Miyazaki | Red-T         | 4:37 |